# Ouratea amplifolia
Ouratea amplifolia là một loài thực vật có hoa trong họ Ochnaceae. Loài này được Sleumer mô tả khoa học đầu tiên năm 1936.